# Davide Ferrario
Davide Ferrario (Casalmaggiore, provincia de Cremona, 26 de junio de 1956) es un director de cine, guionista y escritor italiano.

## Biografía
Nacido en Casalmaggiore, Cremona, en 1956, Ferrario se graduó en literatura angloamericana, para trabajar más tarde en la distribución de películas. Contribuyó en la importación a Italia de muchos títulos de películas independientes de directores como John Sayles, Jim Jarmusch, Susan Seidelman o Godfrey Reggio. También colaboró como crítico de cine con la revista Cinefórum. Es autor de una monografía sobre el director de cine alemán Rainer Werner Fassbinder.
Tras colaborar en varios guiones, Ferrario debutó como director en 1987 con el cortometraje Non date da mangiare agli animali, y en 1989 dirigió su primer largometraje, el neo-noir El final de la noche. Su película de 2004 After Midnight compitió en la sección Forum del 54.º Festival Internacional de Cine de Berlín, en el que Ferrario ganó el Premio Caligari de Cine y el Premio Don Quijote.
Como novelista, publicó un primer título en 1995,  Dissolvenza al nero, que más tarde se adaptó al cine con el título Fundido al negro por Oliver Parker.

## Filmografía
- La fine della notte (1989)
- Anime fiammeggianti (1994)
- We All Fall Down (1997)
- Children of Hannibal (1998)
- Guardami (1999)
- After Midnight (2004)
- Blood on the Crown (2021)